# Hyperthyroïdie
Cet article concerne la maladie de l'homme. Pour celle du chat, voir Hyperthyroïdie féline.
 Mise en garde médicale
L'hyperthyroïdie (appelée aussi dans des cas très prononcés — graves et rares — thyréotoxicose ou thyrotoxicose) est le syndrome clinique causé par un excès de thyroxine libre circulante (FT4) ou de triïodothyronine libre (FT3), ou les deux. 
Chez les humains, les causes principales sont la maladie de Basedow (cause la plus fréquente : 70-80 % des cas), l'adénome toxique de la thyroïde, le goitre multinodulaire toxique, et la thyroïdite sub-aiguë.

## Rappel biologique
La glande thyroïde, stimulée par la TSH (thyroid-stimulating hormone), secrète deux hormones, la thyroxine (= tétraiodothyronine) ou T4 et la triiodothyronine (T3). La première est une prohormone, transformée en la seconde qui constitue la forme active.
L'hyperthyroïdie consiste en l'augmentation des taux de T3 et de T4 dans le sang. Si cette hypersecrétion est secondaire à une maladie de la thyroïde (ce qui est vrai dans la quasi-totalité des cas), la TSH est effondrée (par rétrocontrôle)

## Épidémiologie
L'incidence annuelle est de 0,6 pour 1 000 femmes. Elle est quatre fois moindre chez les hommes. La prévalence aux États-Unis est de 1,3 %.

## Causes
La cause la plus fréquente chez le sujet jeune est la maladie de Basedow et chez le sujet âgé, le nodule toxique ou le goitre multinodulaire, surtout si l'apport iodé de la nourriture est insuffisant. Les thyroïdites, entraînant le relargage d'hormones thyroïdiennes à la suite de la destruction cellulaire, comptent pour 10 % des hyperthyroïdies. 
Les autres causes sont rares.

### La maladie de Basedow
C'est la première cause d'hyperthyroïdie en termes de fréquence. Elle est plus fréquente chez la femme jeune. On retrouve de manière non constante un souffle à l'auscultation de la glande thyroïde qui est augmenté de volume, un discret gonflement des parties molles de la jambe (myxœdème prétibial) ou des globes oculaires légèrement proéminents (exophtalmie). Le diagnostic est fait en présence de TSI (Thyroid stimulating immunoglobulins) dans le sang des patients. La structure de cette TSI est proche de celle de la TSH et stimule ainsi la production d'hormones thyroïdiennes par la glande.

### Le nodule toxique
Le nodule toxique de Plummer est évoqué devant le nodule isolé de la glande thyroïde qui peut parfois être palpé et surtout, par la fixation d'iode radioactif de ce dernier de manière exclusive à la scintigraphie thyroïdienne, le reste de la glande n'étant plus visualisé. Il devient une cause importante d'hyperthyroïdie chez la personne âgée. Son traitement demande l'éradication du nodule, que cela soit par chirurgie ou par iode radioactif.

### Les thyroïdites
Elle peut être :
- infectieuse (thyroïdite de De Quervain dans un contexte grippal) ou post opératoire ;
- auto-immune comme lors de la thyroïdite de Hashimoto avec la présence d'anticorps anti-TPO ;
- survenir après un accouchement (assez fréquente puisqu'elle concerne jusqu'à 10 % des parturientes, le plus souvent très discrète et guérissant sans séquelle).

Elle évolue parfois vers une hypothyroïdie (diminution des hormones thyroïdiennes) régressive.
La scintigraphie montre alors l'absence totale de fixation de l'iode radioactif (scintigraphie blanche).

### Autres causes
Parmi les autres causes possible, on distingue :
- le goitre multinodulaire : le goitre est révélé à l'examen clinique de la glande, il peut être suffisamment important pour causer des compressions des structures adjacentes. La fonctionnalité des nodules est affirmée par la scintigraphie thyroïdienne. Le traitement est essentiellement chirurgical : l'utilisation d'iode radioactif peut faire disparaître l'hyperthyroïdie clinique mais ne parvient pas, en règle générale, à faire diminuer le goitre[5] ;
- l'association d'une maladie de Basedow et de nodules fonctionnels (syndrome de Marine-Lenhart)[6] ;
- le cancer de la thyroïde évolué ;
- l'adénome hypophysaire à TSH ;
- la prise d'hormone thyroïdienne en quantité trop élevée ;
- effet secondaire de la prise de certains médicaments, surtout du fait de leur richesse en iode dans le principe actif ou les excipients : antiseptiques contenant de l'iode (polyvidone), produits de contraste de radiologie, etc. L'amiodarone peut donner également des hypothyroïdies. L'hyperthyroïdie de l'amiodarone est plus fréquente dans les régions avec apports iodés insuffisants[7]. Elle impose l'arrêt de ce médicament lorsque c'est possible, en sachant que sa demi-vie prolongée (plus de 100 jours) fait que l'imprégnation en médicament va persister très  longtemps.

## Signes et symptômes
La plupart des signes restent non spécifiques ou peuvent être discrets. La sévérité des signes est corrélée avec les taux hormonaux. Ils sont toutefois plus frustes chez la personne âgée.
L'hyperthyroïdie peut se manifester par tout ou partie des signes ci-dessous.

### Signes généraux
- Une perte de poids malgré un appétit conservé ou accru (polyphagie).
- Une prise de poids dans environ 10 % des cas.
- Une chaleur ressentie comme insupportable (thermophobie).
- Une polydipsie, soif excessive.
- Une asthénie, fatigue, à l'instar de l'hypothyroïdie, pouvant avoir comme conséquence des troubles de l'érection dans la moitié des cas, chez l'homme, réversible sous traitement[10].

### Signes cardiorespiratoires
- Une fréquence cardiaque élevée (tachycardie) avec des palpitations ou des extrasystoles auriculaires[11].
- Un essoufflement (dyspnée) ;
- Un pouls irrégulier pouvant correspondre à une fibrillation auriculaire, cette dernière pouvant être présente même en cas d'hyperthyroïdie dite sub-clinique[12].
- Des tremblements fins des extrémités, conséquence de l'excès de circulation sanguine rapide du sang (Attention, ce tremblement n'est pas d'origine neurologique !).

Le tout peut se compliquer soit :
- d'une insuffisance cardiaque typiquement à haut débit, régressive le plus souvent après normalisation des hormones thyroïdiennes mais pouvant aboutir à des séquelles dans un tiers des cas[13] ;
- de douleurs thoraciques pouvant évoquer une angine de poitrine.

### Signes digestifs
- Diarrhée chronique.
- Nausées ou vomissements[14].

### Signes neurologiques
- Il existe une diminution de la force musculaire (myopathie endocrinienne) avec parfois diminution de la taille des muscles (atrophie musculaire)[15].
- La maladie peut se présenter sous forme de dépression ou irritabilité.
- Dans les formes graves, l'hyperthyroïdie peut entraîner un coma, des mouvements anormaux sous forme de chorée[16], des troubles du comportement pouvant ressembler à une psychose.

### Signes cutanés
- Peau luisante, chaude et humide.
- Prurit isolé

### Signes endocrino-sexuels
Plusieurs symptômes sont décrits :
- impuissance ;
- augmentation de la taille des seins (gynécomastie) ;
- aménorrhée secondaire sans infertilité.

### Divers
- L'hyperthyroïdie, même modérée (dite sub-clinique) peut se compliquer d'une décalcification osseuse (ostéoporose secondaire)[18].
- Certaines thyrotoxicoses peuvent ainsi faciliter un saturnisme inattendu, via une contamination de l'organisme par relargage du plomb antérieurement stocké dans les os[19]. Dans ce dernier cas, l'augmentation de la plombémie est accompagnée d'une augmentation du taux sérique d'ostéocalcine qui reflète l'augmentation du remodelage osseux qui accompagne souvent l'hyperthyroïdie[19].
Inversement ou en retour le plomb pourrait affecter la thyroïde en inhibant la captation d'iode, phénomène d'abord observé chez l'animal puis confirmé chez l'Homme dans les années 1960[20],[21], y compris dans un cas d'intoxication saturnine liée à la présence d'une balle en plomb non extraite de l'organisme[22].
On observe une élévation de l'hormone TSH ou une chute de la thyroxine sérique et libre, en cas d'exposition chronique et plutôt quand la plombémie dépasse 60 µg/100 mL[23].

### Éléments biologiques
- Diminution de la concentration de cholestérol sanguin (hypocholestérolémie).
- Anémie (diminution de la concentration d'hémoglobine dans le sang).
- Neutropénie (diminution du nombre de polynucléaire neutrophiles sanguin).

### Glande thyroïde
Selon la cause de l'hyperthyroïdie on observe un goitre, un nodule thyroïdien, une hypertrophie thyroïdienne...

## Diagnostic
Le diagnostic est établi par un examen sanguin : mesure du taux de TSH dans le sang. Un taux effondré de TSH est spécifique d'une hyperthyroïdie périphérique (l'immense majorité des hyperthyroidies, secondaire à une atteinte de la thyroïde). Le diagnostic est confirmé par une mesure du taux de T3 libre et T4 libre sanguin que l'on retrouve augmenté. L'augmentation de ces deux hormones peut cependant être dissociée avec des cas rares d'hyperthyroïdie à T3, la T4 étant normale. Si la TSH est basse et la T4 et T3 sont normales sur des dosages répétées, on parle d'« hyperthyroïdie infraclinique ».
Une fois le diagnostic fait, il reste à rechercher la cause. Il est indispensable de doser les anticorps spécifiques (Anticorps anti-récepteur de la TSH, anti-thyroglobuline, anti-thyropéroxydase « anti-TPO ») et de réaliser un examen d'imagerie de la thyroïde : échographie (par ultrasons) ou  scintigraphie (par injection d'un isotope radioactif qui se fixe sur la glande thyroïde et dont le rayonnement est détecté par une caméra à scintillations). Ces examens précisent l'aspect de la glande et la répartition géographique de son activité (fixation à la scintigraphie).

## Traitement
La prise en charge de l'hyperthyroïdie a fait l'objet de la publication de recommandations par l'American Thyroid Association en 2016. Les recommandtions européennes concernent plus spécifiquement la maladie de Basedow et datent de 2018.
Le choix du traitement dépend de la cause, de la sévérité et du terrain.

### Iode
Un traitement d'urgence est l'ingestion de solution saturée d'iodure de potassium (SSKI), un fort taux d'ion iodure permettant de stopper temporairement la sécrétion de thyroxine par la thyroïde.

### Chirurgie
Elle consiste en l'ablation de la totalité ou d'une grande partie de la glande thyroïdienne. La chirurgie se doit de respecter les glandes parathyroïdes de petite taille et situées en arrière de la thyroïde. Elle doit également passer en dehors du nerf récurrent qui remonte en arrière de la glande. La section de ce nerf peut entraîner un changement de la voix (dysphonie) du fait qu'il innerve les cordes vocales.

### Radiothérapie métabolique
Dans le cas de l'hyperthyroïdie, une radiothérapie métabolique peut être prescrite. Il s'agit de l'ingestion d'iode 131 radioactif qui va se fixer sur la glande thyroïde et la détruire. Ce traitement n'est proposé qu'à certaines formes de maladie de Basedow et est naturellement inefficace en cas de non fixation de l'iode sur la glande (scintigraphie blanche). 
Elle expose à un risque d'hypothyroïdie (comme la chirurgie par ailleurs) qui est facilement traitée par la prise d'hormones thyroïdiennes.

### Les antithyroïdiens de synthèse
Il s'agit de  médicament inhibant la production d'hormones thyroïdiennes, comme le méthimazole (alias thiamazole), le carbimazole ou le propylthiouracile. Le délai d'efficacité peut être long. Deux techniques de prescription peuvent être utilisés : la titration (ou recherche de la dose minimale efficace) ou la prescription à doses importantes conduisant à une hypothyroïdie et à une substitution hormonale associée.

### Traitements non spécifiques
En cas de douleurs, il est possible de donner un antalgique et un antipyrétique en cas de fièvre.
Les bêta-bloquants ralentissent le cœur et diminuent les palpitations ainsi que les tremblements.

## Hyperthyroïdie infraclinique
Elle est définie par un taux bas de TSH et un taux normal de T4 libre et de T3 totale. Plus de la moitié des hyperthyroïdies sont sub cliniques et leur prévalence serait de 0,7 % aux États-Unis.
Ce syndrome est associé avec un risque majoré d'ostéoporose chez la femme âgée mais aussi de maladies cardiovasculaires, de mortalité cardiaque et de fibrillation auriculaire.
Un traitement systématique d'emblée n'est pas recommandé : une surveillance régulière du taux des hormones doit être faite et le traitement débuté à l'élévation de ces dernières.

## Chez les animaux
C'est l'une des maladies hormonales les plus fréquentes chez le chat, souvent provoquée par une tumeur bénigne (non cancéreuse) de la thyroïde. Cette maladie a été décrite pour la première fois dans les années 1970.